# Công trường Hoàng đế

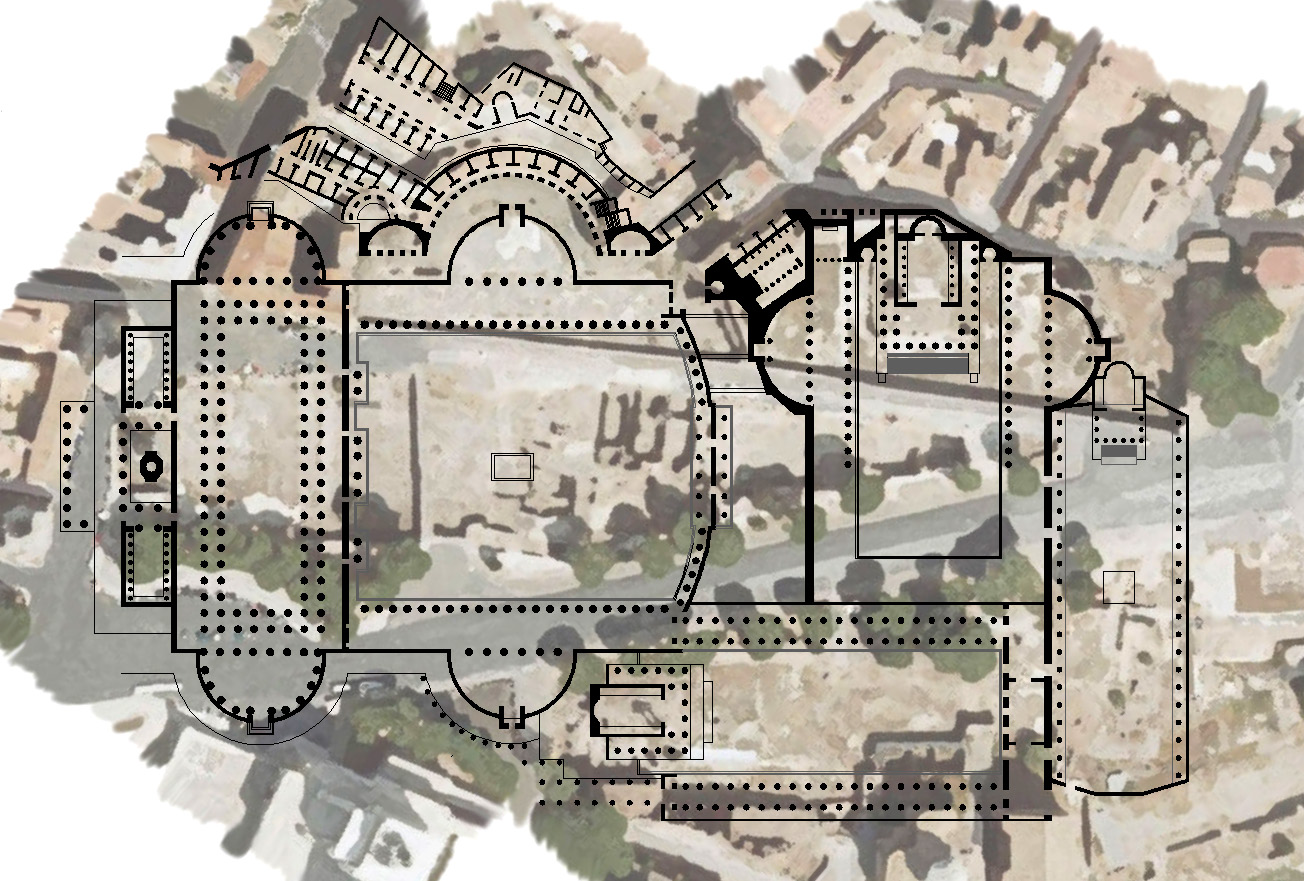
Bản đồ của các công trường Hoàng đế trên những tàn tích hiện tại.

Quần thể Công trường Hoàng đế (tiếng Latinh: Fora Imperatorum, tiếng Ý: Fori Imperiali) là một chuỗi các công trường (fora - quảng trường công cộng) hoành tráng được xây dựng ở Roma trong khoảng thời gian một thế kỷ rưỡi, từ năm 46 trước Công nguyên đến năm 113. Các công trường này là trung tâm của nền Cộng hòa La Mã và Đế quốc La Mã.
Công trường Hoàng đế mặc dù không phải là một phần của Công trường La Mã nhưng chúng nằm tương đối gần nhau. Julius Caesar là người đầu tiên xây dựng ở khu vực này của Roma và sắp xếp lại các Công trường và "Comitium", một loại hình không gian công cộng khác dành cho các cuộc họp nghị sự và chính trị. Những công trường này đóng vai trò là trung tâm chính trị, tôn giáo và kinh tế của Đế chế La Mã cổ đại.
Vào đầu thế kỷ 20, Mussolini đã khôi phục lại Công trường Hoàng đế - một phần trong chiến dịch của ông ta nhằm khơi dậy và phục hưng lại những vinh quang huy hoàng trong quá khứ của La Mã cổ đại. Nhưng đồng thời ông ta cũng đã xây dựng phố Công trường Hoàng đế xẻ ngang khu di tích. Con đường hiện đại này cùng với vấn đề giao thông đông đúc tấp nập của nó đã trở thành nguồn gốc gây ra thiệt hại cho các công trình tàn tích vì tính rung động và ô nhiễm. Đã có nhiều đề xuất muốn xóa bỏ con đường này nhưng không có đề xuất nào có hiệu lực.

## Công trường Caesar

Công trường Caesar

Julius Caesar quyết định xây dựng một công trường lớn mang tên mình. Công trường này được khánh thành vào năm 46 trước Công nguyên, mặc dù nó có lẽ chưa hoàn thiện vào thời điểm này và được hoàn thành sau đó bởi Augustus.
Công trường Caesar được xây dựng như một phần mở rộng của Công trường La Mã. Công trường này được sử dụng như một địa điểm thay thế Công trường La Mã cho các vấn đề nghị sự công cộng cũng như chính quyền; nó cũng được thiết kế để tôn vinh quyền lực của Caesar. Ông đã đặt ở phía trước công trường của mình một ngôi đền dành cho Thánh mẫu Venus (Venus Genetrix), vì gia đình của Caesar (thị tộc Julia) tuyên bố mình là hậu duệ của nữ thần Venus thông qua Aeneas. Một bức tượng Caesar cưỡi Bucephalus, ngự mã nổi tiếng của Alexandros Đại đế, được đặt ở phía trước của ngôi đền thần để tượng trưng cho quyền lực tuyệt đối. Tầm nhìn kiểu tập trung này tương ứng với chức năng tư tưởng theo sau sự truyền bá của các thánh địa Hy Lạp; đồng thời sự lựa chọn nơi tọa lạc Công trường này cũng ngầm mang một ý nghĩa: nhà độc tài tương lai này không muốn cách xa quyền lực trung tâm, mà đại diện là tòa nhà Curia, trụ sở của Viện nguyên lão. Trên thực tế, không lâu trước khi Caesar bị ám sát, Viện nguyên lão đã đồng ý tái thiết lại Curia trên địa điểm này.

## Công trường Augustus

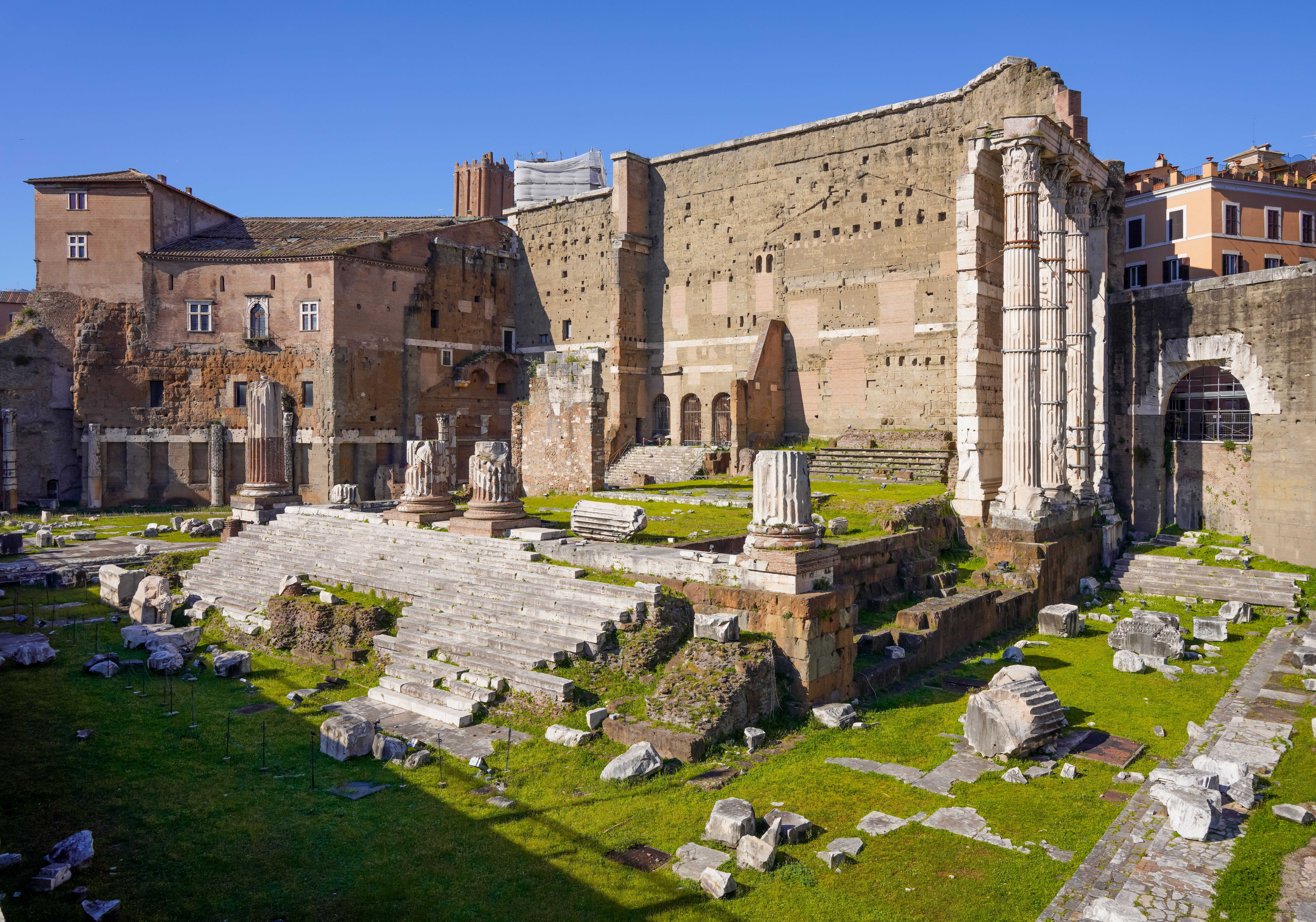
Công trường Augustus với ngôi đền Mars Ultor

Trong trận Philippi năm 42 trước Công nguyên, trong đó Augustus và Marcus Antonius đã làm việc cùng nhau và trả thù cho cái chết của Caesar, đánh bại lực lượng của Brutus và Cassius, Augustus đã thề sẽ xây dựng Đền Mars Ultor ("thần Mars báo thù"). Sau 40 năm xây dựng, vào năm 2 TCN, có thêm quảng trường hoành tráng thứ hai, hình thành nên Công trường Augustus.
Khu phức hợp mới này nằm ở góc vuông với Công trường Caesar. Ngôi đền bao gồm một bức tường rất cao, để tách biệt với khu phố Suburra nổi tiếng. Bức tường cao này đóng vai trò như một chốt chắn lửa, bảo vệ khu vực Công trường khỏi những trận hỏa hoạn thường xuyên mà Roma thường hứng chịu. Quảng trường hình chữ nhật có các mái cổng dài sâu với bề mặt mở rộng thành các gian phòng hốc lớn hình bán nguyệt.
Gần đây, một gian hốc nhỏ hơn đã được tìm thấy ở mạn nam trên bức tường giáp với Công trường Traianus, nghĩa là vì nhu cầu đối xứng, phải có những gian hốc khác bị phá bỏ để nhường chỗ cho Công trường của Nerva, nâng con số lên 4 chứ không phải 2 gian hốc. Điều này thay đổi hoàn toàn cách bố trí cho phần phía nam của công trường Augustus, trở nên giống với công trường Traianus hơn và một giả thuyết mới liên quan đến phần mạn nam này cho rằng trên thực tế đã có một pháp đình (basilica) nằm giữa hai gian hốc mới này (tương tự như trong công trường của Traianus). Giả thuyết này tương thích với ghi nhận của nhiều tác giả cổ đại kể rằng công trường này đã được sử dụng như một tòa án pháp luật.
Toàn bộ trang trí của Công trường gắn liền chặt chẽ với hệ tư tưởng của Augustus. Theo thần thoại, nữ thần Roma được sinh ra từ thần Mars thông qua Romulus. Công trường này đã được chiếm dụng bởi nhiều thường dân cũng như các nguyên lão.

## Đền Hòa bình - Công trường Vespasianus

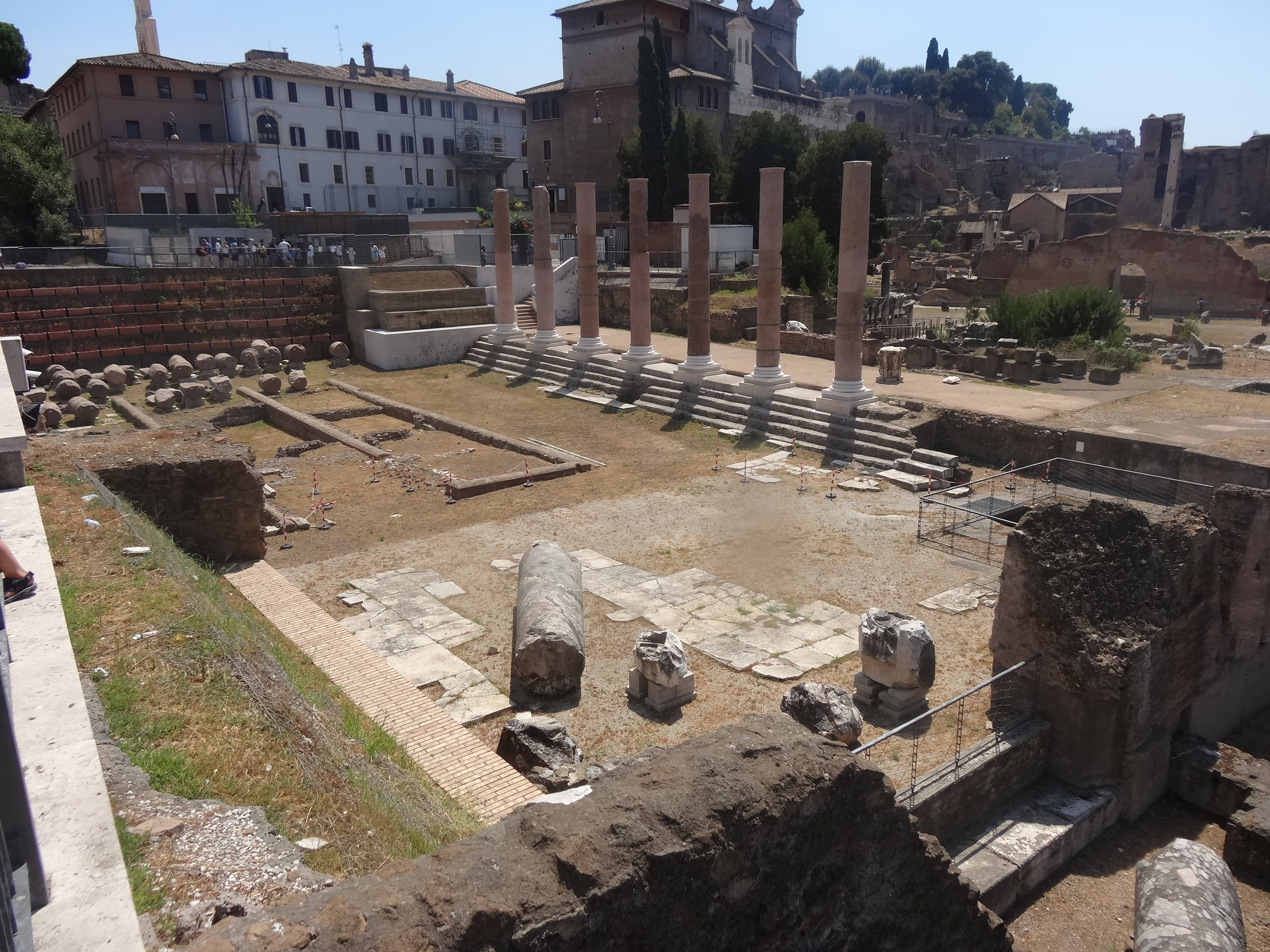
Đền thờ nữ thần Hòa bình

Năm 75, Đền Hòa bình hay còn được gọi là Công trường Vespasianus, được xây dựng dưới thời Hoàng đế Vespasianus. Được định hình bởi Công trường Augustus,  Công trường Caesar và phố Argiletum kết nối Công trường La Mã với khu Subura, ngôi đền này nằm đối diện với Đồi Velia (theo hướng Đấu trường La Mã). Việc kiến trúc này không được đề cập là có chức năng dân sự đã khiến nó không được xếp vào loại Công trường thực thụ. Do đó, công trình kiến trúc này chỉ đơn giản được xác định là Đền Hòa bình (tiếng Latinh: Templum Pacis) cho đến thời kỳ cuối của Đế chế.
Hình dạng của công trường cũng khác nhau: ngôi đền được xây dựng như một sảnh lớn hình chóp mở ra giống như một gian hốc ở dưới cùng của cửa mái cổng. Một hàng dãy cột đá tách biệt phần mái cổng với ngôi đền. Khu vực trung tâm không được lát đá như các công trường khác và phục vụ như một khu vườn, có hồ bơi và bệ đặt tượng, vì vậy nó giống như một bảo tàng ngoài trời.
Công trình này được xây dựng để kỷ niệm cuộc chinh phạt Jerusalem năm 70. Một trong những căn phòng mở ra ở cuối các mái cổng là nơi đặt Forma Urbis Romae, một bản đồ bằng đá cẩm thạch của La Mã cổ đại, được thực hiện vào triều đại Severus (thế kỷ thứ 3) bằng cách vẽ trên phiến đá cẩm thạch bao phủ bức tường. Bức tường hiện là một phần mặt tiền của nhà thờ Thánh Cosma và Damiano, nơi vẫn có thể nhìn thấy những lỗ được sử dụng để gắn các tấm bản đồ. Ngôi đền Hòa bình cũng được cho là nơi đặt bàn nến Menorah lấy từ Đền thờ Hêrôđê.

## Công trường Nerva - Công trường chuyển tiếp

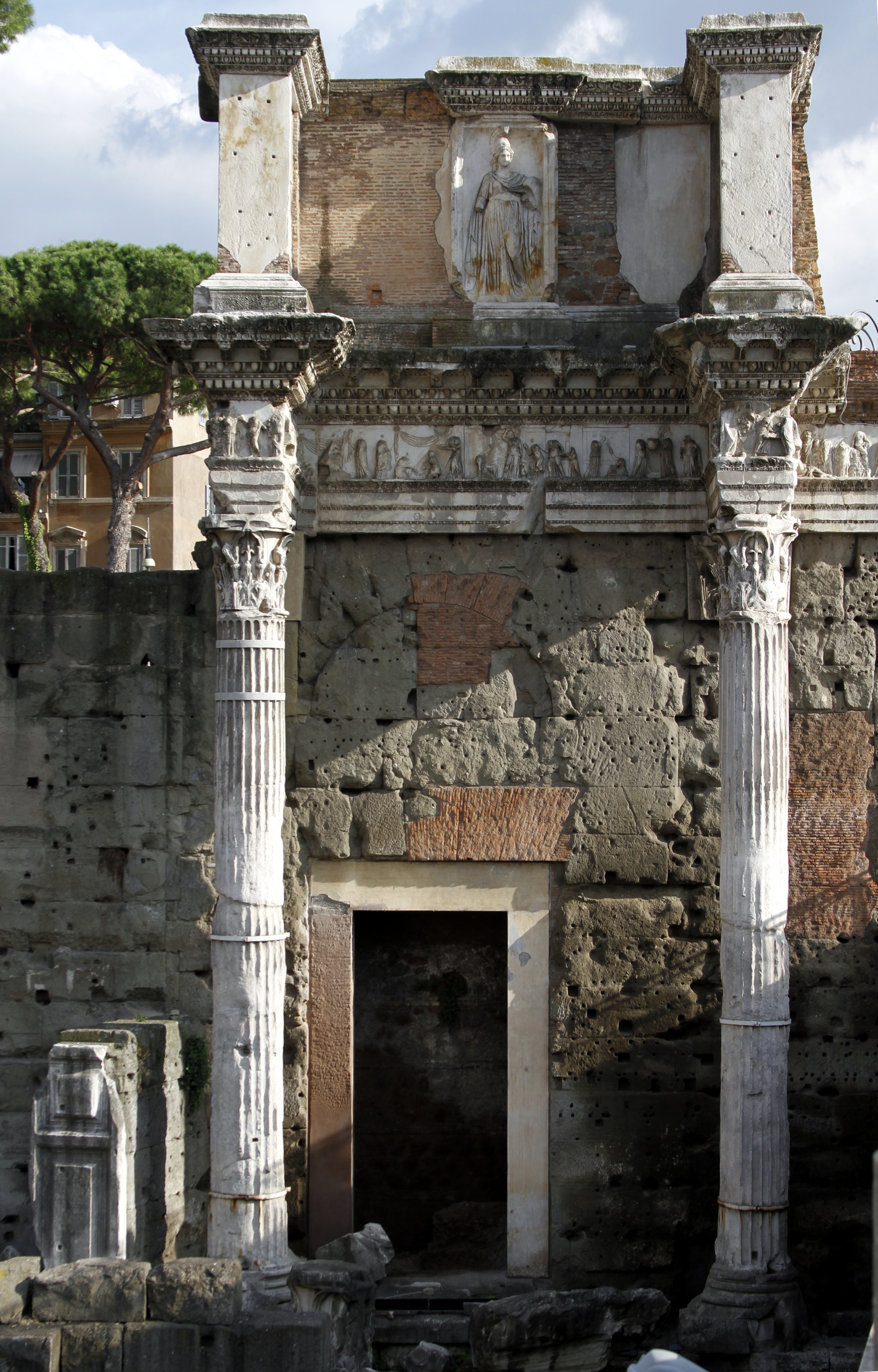
"Colonnacce": di tích còn lại của hàng cột bao quanh nhà được xác định là Công trường của Nerva

Domitianus quyết định hợp nhất khu phức hợp trước đó và khu vực không gian trống còn lại nằm giữa Đền Hòa bình và các công trường của Caesar và Augustus, đồng thời xây dựng một công trường hoành tráng khác kết nối tất cả các công trường còn lại.
Không gian hạn chế, một phần bị chếm bởi một trong những phòng gian hốc của Công trường Augustus và con phố Argiletum, buộc Domitianus phải xây dựng các mái cổng bên hông chỉ đơn giản là trang trí cho các bức tường bao quanh của công trường. Đền thờ dành riêng cho nữ thần Minerva với tư cách là đấng bảo hộ hoàng đế, được xây dựng dựa trên các phòng gian hốc của của Công trường Augustus, do đó không gian còn lại trở thành một lối vào hoành tráng lớn (Porticus Absidatus) cho tất cả các công trường.
Do cái chết của Domitianus, công trường được khánh thành bởi người kế nhiệm ông, Nerva, và vị hoàng đế này đã đặt tên riêng của mình cho nó. Công trường của Nerva còn được gọi là Công trường chuyển tiếp, vì nó hoạt động như một nơi trung tâm giao thông đến các công trường khác, giống như vai trò của phố Argiletum.

## Công trường Traianus

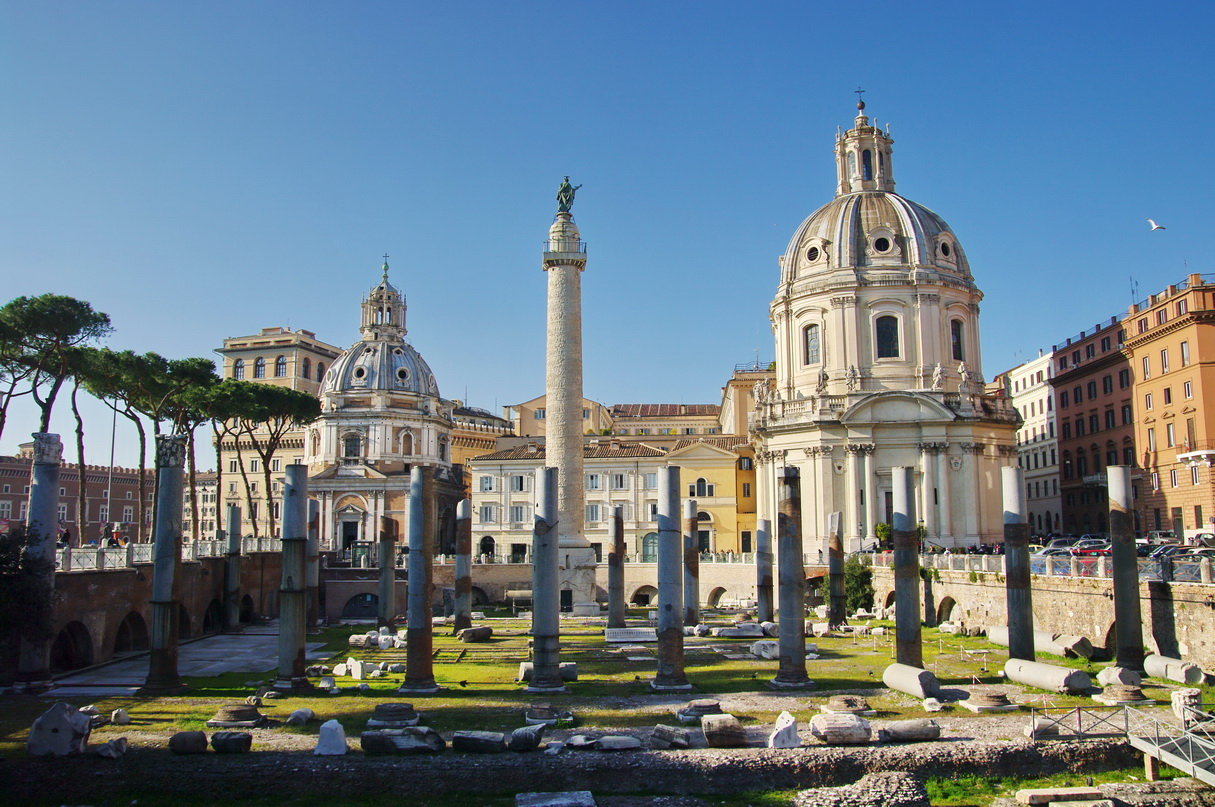
Công trường Traianus

Có khả năng các dự án của Domitianus chứa đựng nhiều tham vọng hơn chỉ là việc xây dựng "Công trường Nerva" nhỏ bé kia, và có lẽ dưới triều đại của ông, họ bắt đầu dỡ bỏ đường đèo nhỏ nối Đồi Capitolinus với Đồi Quirinalis, do đó chặn Công trường hướng về phía Campus Martius, gần Quảng trường Venezia hiện đại.
Dự án này được tiếp tục bởi Traianus với việc xây dựng Công trường Traianus từ năm 112 đến năm 113. Nhân dịp này là cuộc chinh phạt Dacia, và chiến lợi phẩm được trả cho lễ kỷ niệm cho các cuộc chinh phạt quân sự của thành Roma.
Việc chuẩn bị cho Công trường đòi hỏi rất nhiều việc phải làm. Cần thiết để loại bỏ đường đèo và hỗ trợ việc cắt phần bên quả đồi Quirinalis thông qua việc xây dựng chợ Traianus. Quảng trường của Công trường đã được định hình bởi Basilica Ulpia với Cột Traianus ở phía sau. Phía trước công đình có một mặt tiền hoành tráng là nền của một tác phẩm điêu khắc lớn của vị Hoàng đế đang cưỡi ngựa. Đây là công trường cuối cùng của chuỗi các công trường Hoàng đế và đồng thời là công trình lớn nhất và vĩ đại nhất trong quần thể di tích này.

## Bảo tàng
Vào năm 2007, một bảo tàng dành riêng cho Công trường Hoàng đế đã được mở tại Chợ Traianus, nơi từng là khu vực rìa phía bắc của Công trường Traianus. Bảo tàng mới, được đặt tên là Bảo tàng Công trường Hoàng đế (tiếng Ý: Museo dei Fori Imperiali) bao gồm bộ sưu tập các tác phẩm điêu khắc, đoạn phim minh họa, tàn tích mảng kiến trúc và mô hình quy mô mô tả lịch sử của bốn công trường và Đền Hòa bình.

## Người giới thiệu
1. ↑  “News and Announcements | College of Agriculture and Life Sciences”. Cals.cornell.edu. Truy cập ngày 31 tháng 8 năm 2013.
2. ↑  Tucci, Pier Luigi, ‘Nuove osservazioni sull’architettura del Templum Pacis’, in F. Coarelli (ed.), Divus Vespasianus. Il Bimillenario dei Flavi (Milan 2009), catalogue of the exhibition on the Flavian dynasty (Rome, March 2009 - January 2010) 158-167
3. ↑  Riccardo Bianchini. “Rome – The Museum of Imperial Fora”. Inexhibit. Truy cập ngày 26 tháng 11 năm 2015.